# 查普尔环形山
查普尔环形山（Chappell）是月球背面北半部一座古老的大撞击坑，约形成于45.5-39.2亿年前的前酒海纪，其名称取自美国天文学家暨摄影师詹姆斯·弗雷德里克·查普尔（1891年－1964年），1970年被国际天文学联合会批准接受。

## 描述

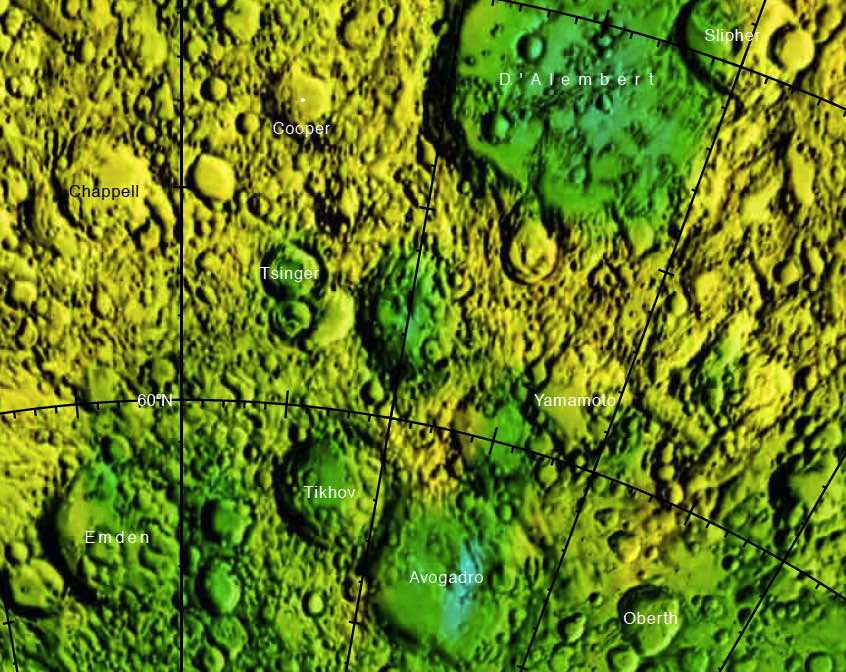
查普尔环形山的周边，月球背面区域详图，上为南。

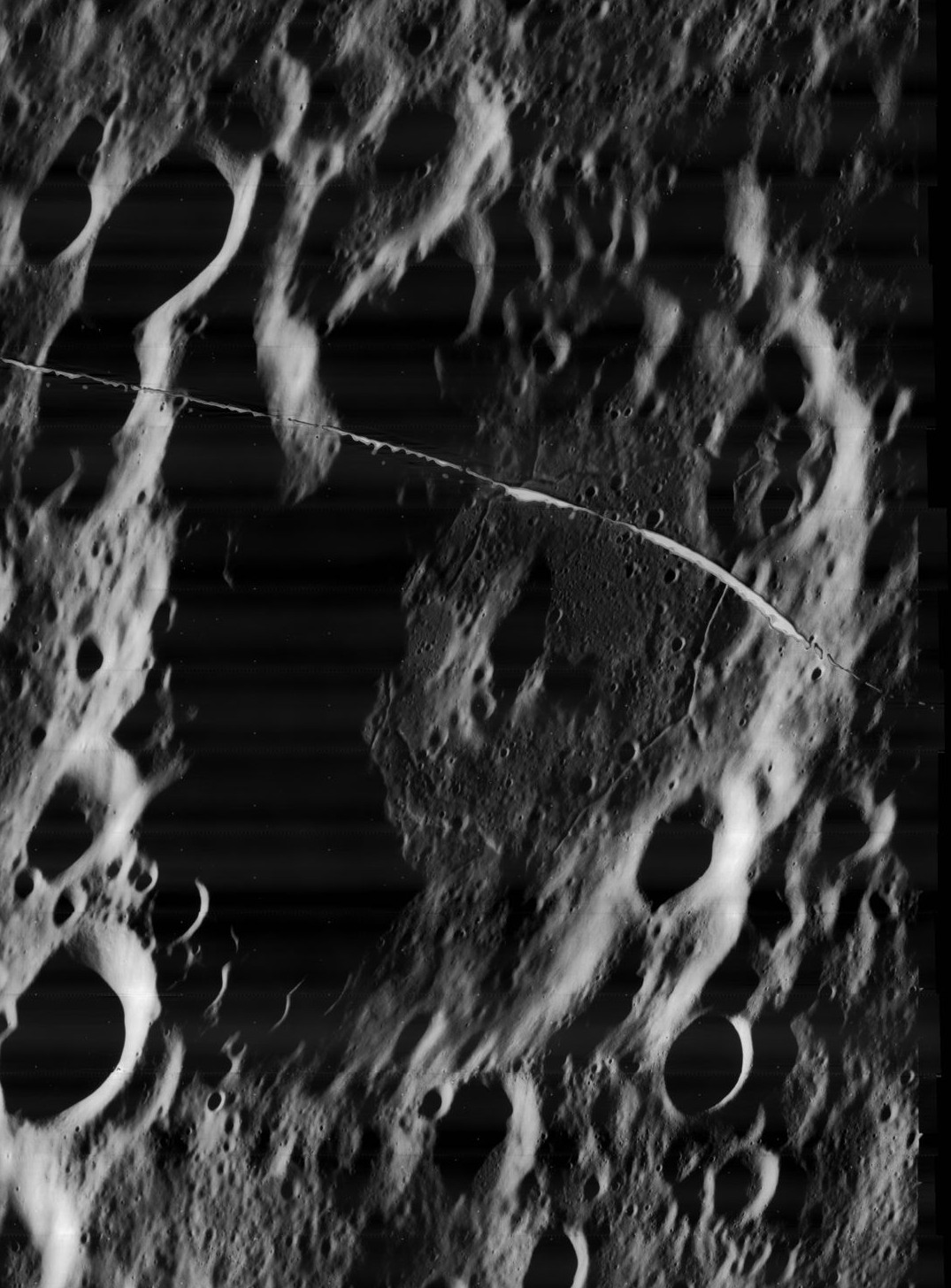
月球轨道器5号拍摄的查普尔环形山，照片中的线条是原图中的瑕疵。

该陨坑西北和西南分别靠近库珀环形山和津格尔陨石坑、南面毗邻更大的德拜环形山、埃姆登环形山位于它的北面、东北则坐落了环壁平原-罗兰环形山。该环形山中心月面坐标为54°32′N 176°46′W / 54.53°N 176.77°W，直径73.92公里，深度约2.77公里。
查普尔环形山位于受严重轰击的月表区，因此，它的大部分坑壁都覆盖了众多的撞击坑，尤其是北侧壁几乎已完全瓦解，而西北和东南侧壁上也横跨了一些小陨坑，其余部分坑壁则形成了一圈环陨坑洼底的磨损、钝化且不规则的边缘。该陨坑坑壁高出周边地形1310米，内部容积约有4936.48立方千米。坑内除一些细小的坑穴外，并无较大的撞击坑，地表较坑外崎岖的地形更平坦，靠近坑底中心坐落着一座低矮的圆形山丘。

## 卫星陨石坑
按惯例，最靠近查普尔环形山的卫星坑将在月图上以字母标注在它的中心点旁边。
| 查普尔 | 纬度    | 经度     | 直径    |
| ------ | ------- | -------- | ------- |
| E      | 55.8° N | 171.5° W | 59 公里 |
| T      | 54.8° N | 178.9° E | 28 公里 |

## 参引资料
1. 1 2 3 4  Lunar Impact Crater Database
2. ↑   (PDF).   [2016-11-24]. （原始内容存档 (PDF)于2018-05-30）.
3. ↑   (PDF).   [2016-11-24]. （原始内容存档 (PDF)于2013-02-20）.
4. ↑  .   [2016-11-24]. （原始内容存档于2017-09-16）.

## 另请参阅
- Andersson, L. E.; Whitaker, E. A. . NASA RP-1097. 1982.
- Blue, Jennifer. . USGS. July 25, 2007  [2007-08-05]. （原始内容存档于2012-04-08）.
- Bussey, B.; Spudis, P. . New York: Cambridge University Press. 2004. ISBN 978-0-521-81528-4.
- Cocks, Elijah E.; Cocks, Josiah C. . Tudor Publishers. 1995. ISBN 978-0-936389-27-1.
- McDowell, Jonathan. . Jonathan's Space Report. July 15, 2007  [2007-10-24]. （原始内容存档于2012-05-26）.
- Menzel, D. H.; Minnaert, M.; Levin, B.; Dollfus, A.; Bell, B. . Space Science Reviews. 1971, 12 (2): 136–186. Bibcode:1971SSRv...12..136M. doi:10.1007/BF00171763.
- Moore, Patrick. . Sterling Publishing Co. 2001. ISBN 978-0-304-35469-6.
- Price, Fred W. . Cambridge University Press. 1988. ISBN 978-0-521-33500-3.
- Rükl, Antonín. . Kalmbach Books. 1990. ISBN 978-0-913135-17-4.
- Webb, Rev. T. W.  6th revised. Dover. 1962. ISBN 978-0-486-20917-3.
- Whitaker, Ewen A. . Cambridge University Press. 1999. ISBN 978-0-521-62248-6.
- Wlasuk, Peter T. . Springer. 2000. ISBN 978-1-85233-193-1.